# Roald Hoffmann
Roald Hoffmann o Roald Safran (Złoczów, Polònia 1937) és un químic i professor emèrit universitari estatunidenc, d'origen polonès, guardonat amb el Premi Nobel de Química l'any 1981. És també autor d'obres de teatre i poeta.

## Biografia
Va néixer el 18 de juliol de 1937 a la ciutat de Złoczów, en aquells moments situada a Polònia però que avui dia forma part d'Ucraïna i que rep el nom de Zòlotxiv, en una família jueva. El seu pare, Hillel Safran, era enginyer civil i la seva mare, Clara Hillel, era mestra. Va rebre el nom de Roald en honor de l'explorador noruec Roald Amundsen. Juntament amb la seva mare van ser dels pocs membres de la seva família que van sobreviure a l'holocaust, una experiència que va influir de manera important en les seves creences i en el seu treball. El 1941 va començar l'aniquilació dels jueus polonesos. Amb els seus pares, va estar-se en un gueto i després van enviar-los a un camp de treball, d'on el seu pare va aconseguir fer-los marxar, a ell i la mare, el 1943. Durant la resta de la guerra ell i la seva mare van viure ocults a les golfes d'un escola, on els va amagar un ucraïnès. El seu pare no va sortir del camp de treball, on va ser assassinat pels nazis el 1943. Després de la guerra la seva mare va casar-se amb Paul Hoffmann i ell va adoptar el cognom del segon marit de la mare, que va fer-li de pare. L'any 1949 emigraren als Estats Units, i el 1955 van aconseguir la nacionalitat estatunidenca.
L'any 1955 va acabar els estudis superiors a Nova York i el 1958 es va llicenciar en química a la Universitat de Colúmbia. Es va doctorar a la Universitat Harvard l'any 1962, supervisat per William Lipscomb, que obtindria el premi Nobel de Química el 1976. El 1965 va començar a treballar a la Universitat Cornell, d'on actualment és professor emèrit. Hi ha ensenyat química general a estudiants de primer curs i hi ha fet classes de química a estudiants no científics.

## Recerca científica
Hoffmann ha investigat l'estructura i reactivitat de molècules orgàniques i inorgàniques, ha desenvolupat eines computacionals, així com mètodes com el mètode de Hückel estès, que va proposar el 1963. És un esquema orbital molecular que va permetre fer prediccions raonables de conformacions moleculars i superfícies potencials simples.
A la Universitat Harvard desenvolupa amb Robert Burns Woodward les regles per elucidar els mecanismes de reacció dels productes químics, coneguts com la regla Woodward-Hoffmann. Va estudiar amb aquest l'inesperat transcurs d'una reacció química que Woodward es proposava utilitzar en la síntesi de la vitamina B₁₂, descobrint que el mecanisme de moltes reaccions queda determinat, més que per altres criteris, pel del manteniment d'una simetria identificable en la descripció matemàtica dels orbitals afectats, formulant una sèrie de principis que constitueixen la teoria de la conservació de la simetria orbital molecular. També va introduir el principi isolobal.
L'any 1981 fou guardonat amb el Premi Nobel de Química, juntament amb els treballs independents del japonès Kenichi Fukui, «per les seves teories sobre el desenvolupament de les reaccions químiques».